# Näsby distrikt, Västmanland
Näsby distrikt är ett distrikt i Lindesbergs kommun och Örebro län. Distriktet ligger omkring Frövi i sydvästra Västmanland och gränsar till Närke. 

## Tidigare administrativ tillhörighet
Distriktet inrättades 2016 och utgörs av området Frövi köping omfattade till 1971, delen som före 1955 utgjorde  Näsby socken.
Området motsvarar den omfattning Näsby församling hade vid årsskiftet 1999/2000.

## Tätorter och småorter
I Näsby distrikt finns en tätort och två småorter.

### Tätorter
- Frövi

### Småorter
- Ullersätter (del av)
- Vanneboda